# 気絶勇者と暗殺姫
『気絶勇者と暗殺姫』（きぜつゆうしゃとあんさつひめ）は、原作：のりしろちゃん、作画：雪田幸路による日本の漫画作品。
『週刊少年チャンピオン』（秋田書店）にて、2022年48号より連載中。
メディアミックスとして、2025年7月よりにテレビアニメが放送中

## あらすじ
勇者トトは極度の人見知りがたたって、実力はあるにも関わらずパーティーを組めずにいた。
他方、シエル、アネモネ、ゴアの3人の美女たちは、それぞれの理由からトトの命を狙っており、トトに近づくためにトトとのパーティーを組む。

## 主な登場人物
声の項はテレビアニメ版の声優。
トト
声 - 武内駿輔
魔王を倒すべく旅を始めた勇者。
顔に大きな痣がある事を気にしており、極度の人見知り。特に女性耐性が無さ過ぎるため、少しドキドキしただけでも気絶してしまう。
ずっと1人でトレーニングをし続けた結果、とてつもなく頑強な肉体を得ており、大抵の魔物は素手で倒せる。
シエル・ゼブル
声 - 佐伯伊織
建前
一人前の魔法使いになるべく旅をしている。
本音
実は魔王の娘。父である魔王ガル・ゼブルから「1人立ちの儀」として現在最も有力勇者であるトトを独りで殺害することを命じられた。特異（）は「魔族の王女（）」で、闇の秘術を使用できる。
わりとチョロい。
アネモネ
声 - 上田瞳
建前
迷い苦しむ民を助けるために旅をしている僧侶。特異（）は「僧侶の唄（）」で冷めた飲み物を温め直すことができる。
本音
実は凄腕の殺し屋。多額の報奨金と引き換えに勇者トトの暗殺を依頼され、引き受けた。なお、僧侶にコスプレしているのは依頼主の要請による。特異（）は「無法者の唄（）」で、何もないところから武器、兵器、火器を作り出す。
わりとチョロく、根は優しい。
ゴア・ミナガワ
声 - 白石晴香
建前
愉悦（）しいことを探して旅していた踊り子。特異（）は「強化饗宴（）」で踊りや香りで仲間をリラックスさせることができる。
本音
実は男女問わずどんな人でも調教して支配するのが大好きなドS。「愉悦の館」の「支配人（）」であり、多数の「ペット」がいる。新たな「勇者」を支配してペットにしようと思い立ち、トトに目を付けた。特異（）は「支配者の寵愛（）」で、ゴアへの狂気的な愛を強制することができる。

### 他の登場人物
ハピ・キューネイレ
声 - 大西沙織
シエルの魔王親衛隊にして教育係である半人半鳥の魔物（ハーピー）。「1人立ちの儀」がまだ早すぎたと判断すればシエルを魔王城に連れ戻すことが目的。

## 設定
特異（）
1人が1種類を持っている特殊能力。
カンジナビア大陸
物語の舞台となる大陸。
魔物も多く存在しており、平和をもたらすために人間たちはパーティーを組んで旅を行うようになった。パーティーを組んで旅をするには、ギルドへの登録が必要で、最低4人のパーティーでなければ危険と判断されるため、旅を行うことはできない。

## 書誌情報
- 原作：のりしろちゃん、作画：雪田幸路『気絶勇者と暗殺姫』秋田書店〈少年チャンピオンコミックス〉、既刊12巻（2025年7月8日現在）
  1. 2023年4月7日発売[9][10]、ISBN 978-4-253-28086-0
  2. 2023年6月8日発売[11]、ISBN 978-4-253-28087-7
  3. 2023年8月8日発売[12]、ISBN 978-4-253-28088-4
  4. 2023年11月8日発売[13]、ISBN 978-4-253-28089-1
  5. 2024年1月5日発売[14]、ISBN 978-4-253-28090-7
  6. 2024年3月7日発売[15]、ISBN 978-4-253-28216-1
  7. 2024年6月7日発売[16]、ISBN 978-4-253-28217-8
  8. 2024年8月7日発売[17]、ISBN 978-4-253-28218-5
  9. 2024年11月8日発売[18]、ISBN 978-4-253-28219-2
  10. 2025年2月7日発売[19]、ISBN 978-4-253-28220-8
  11. 2025年4月8日発売[20]、ISBN 978-4-253-28221-5
  12. 2025年7月8日発売[21]、ISBN 978-4-253-28222-2

## テレビアニメ
2025年7月よりTOKYO MXほかにて放送中。

### スタッフ
- 原作・原案 - のりしろちゃん[23]
- 作画 - 雪田幸路[23]
- 監督 - 秋田谷典昭[1]
- シリーズ構成 - 横手美智子[1]
- キャラクターデザイン - 佐野隆雄[1]
- キーアニメーター - 永野美春、斉藤和也
- 色彩設計 - 勝山桃花
- 美術監督 - 李凡善
- 撮影監督 - 柳田貴志
- 編集 - 瀧川三智
- 世界観デザイン / クリーチャー・プロップデザイン - 田中俊成、由利聡、大山裕之
- 3D監督 - 濱村敏郎
- 音響監督 - 大寺文彦
- 音響効果 - 林佑樹
- 音響制作 - マジックカプセル
- 音楽 - 成田旬[1]
- 音楽制作 - ポニーキャニオン
- プロデューサー - 南原充宏、田中康太、澤畠康二、大和田智之、田代成、大貫佑介
- アニメーションプロデューサー - 中川二郎
- アニメーション制作 - CONNECT[1]
- 製作 - 「気絶勇者と暗殺姫」製作委員会（博報堂DYミュージック&ピクチャーズ、秋田書店、ポニーキャニオン、BS11、ABEMA、ブシロードムーブ）

### 主題歌
「天伝バラバラ」
吉乃によるオープニングテーマ。作詞・作曲・編曲は柊マグネタイト。
「スキマジカン」
シエル（佐伯伊織）・アネモネ（上田瞳）・ゴア（白石晴香）によるエンディングテーマ。作詞・作曲・編曲は小鷲翔太。

### 各話リスト
| 話数  | サブタイトル             | 脚本       | 絵コンテ          | 演出       | 作画監督                                        | 総作画監督 | 初放送日       |
| ----- | ------------------------ | ---------- | ----------------- | ---------- | ----------------------------------------------- | ---------- | -------------- |
| 第1話 | 気絶勇者と三人の姫君たち | 横手美智子 | 笹原嘉文          | 笹原嘉文   | 西原理奈子 斉藤和也                             | 佐野隆雄   | 2025年 7月12日 |
| 第2話 | 気絶勇者とはじめての冒険 | 横手美智子 | 秋田谷典昭 關太一 | 秋田谷典昭 | 佐野隆雄 永野美春 關太一                        | 佐野隆雄   | 7月19日        |
| 第3話 | 気絶勇者と逢引きデート   | 横手美智子 | 富田祐輔          | 富田祐輔   | 林隆祥 萩原正人 ECHO Animation                  | 佐野隆雄   | 7月26日        |
| 第4話 | 気絶勇者と昇格任務       | 横手美智子 | 柴田匠            | 守田芸成   | 古川英樹 BEEP                                   | 佐野隆雄   | 8月2日         |
| 第5話 | 気絶勇者と独り立ち       | 吉野弘幸   | 竹之内和久        | 京極義昭   | 遠藤大輔 近藤律子 足立明日美 丸尾一             | 佐野隆雄   | 8月9日         |
| 第6話 | 気絶勇者と仮装の姫君たち | 横手美智子 | 竹之内和久        | 秋田谷典昭 | 斉藤和也 BEEP 銭進一 過淑齢 劉軍 鄭峰 胡建 呉俊 | 佐野隆雄   | 8月16日        |
| 第7話 | 気絶勇者と狂愛の街       | 吉野弘幸   | まつぞのひろし    | 守田芸成   | 永野美春 林隆祥 萩原正人 米川                   | 佐野隆雄   |                |

### 放送局
| 放送期間        | 放送時間                     | 放送局       | 対象地域 | 備考                                   |
| --------------- | ---------------------------- | ------------ | -------- | -------------------------------------- |
| 2025年7月12日 - | 土曜 22:30 - 23:00           | TOKYO MX     | 東京都   |                                        |
|                 |                              | サンテレビ   | 兵庫県   |                                        |
| 2025年7月14日 - | 月曜 0:00 - 0:30（日曜深夜） | BS11         | 日本全域 | 製作参加 / BS放送 / 『ANIME+』枠       |
|                 | 月曜 1:45 - 2:15（日曜深夜） | 北海道テレビ | 北海道   | 『アニメな時間』枠                     |
| 2025年7月15日 - | 火曜 1:15 - 1:45（月曜深夜） | 新潟テレビ21 | 新潟県   |                                        |
|                 | 火曜 21:30 - 22:00           | AT-X         | 日本全域 | CS放送 / 字幕放送 / リピート放送あり   |
| 2025年7月17日 - | 木曜 23:00 - 23:30           | とちぎテレビ | 栃木県   |                                        |
| 2025年7月18日 - | 金曜 1:40 - 2:10（木曜深夜） | 山形テレビ   | 山形県   |                                        |
| 2025年7月24日 - | 木曜 1:18 - 1:48（水曜深夜） | 長崎文化放送 | 長崎県   | 『あに。』枠 / 初回は1:38 - 2:08に放送 |

| 配信開始日    | 配信時間                | 配信サイト | 備考                                 |
| ------------- | ----------------------- | --- | ------------------------------------ |
| 2025年7月5日  | 土曜 23:00 更新         | ABEMA | 製作参加 / 1週間先行・見放題独占配信 |
| 2025年7月19日 | 土曜 23:00 以降順次更新 | dアニメストア DMM TV FOD HAPPY!動画 hulu J:COM STREAM Lemino milplus music.jp Prime Video TELASA Youtube カンテレドーガ バンダイチャンネル ビデオマーケット ムービーフルplus | 都度課金配信                         |

### WEBラジオ「気絶勇者とラジオ姫」
「HiBiKi Radio Station」、「博報堂DY ミュージック&ピクチャーズ【Showgate】ch」にて配信。パーソナリティは武内駿輔（トト役）。
| ＃    | ゲスト                                 | 配信日         |
| ----- | -------------------------------------- | -------------- |
| 第1回 | 佐伯伊織 (シエル役)                    | 2025年 7月18日 |
| 第2回 | 上田 瞳 (アネモネ役)                   | 8月1日         |
| 第3回 | 佐伯伊織 (シエル役) 大西沙織（ハピ役） | 8月15日        |